# ONEOK Field
O ONEOK Field é um estádio localizado em Tulsa, estado de Oklahoma, nos Estados Unidos, possui capacidade total para 7.833 pessoas, é a casa do Tulsa Drillers, time de beisebol da liga menor Texas League e do time de futebol FC Tulsa que joga na USL Championship, o estádio foi inaugurado em 2010.